# Haima Freema
Haima Freema (普力马) — компактвэн, выпускавшийся китайской компанией Haima с 2004 по 2014 год в двух поколениях.

## Первое поколение (2004—2011)

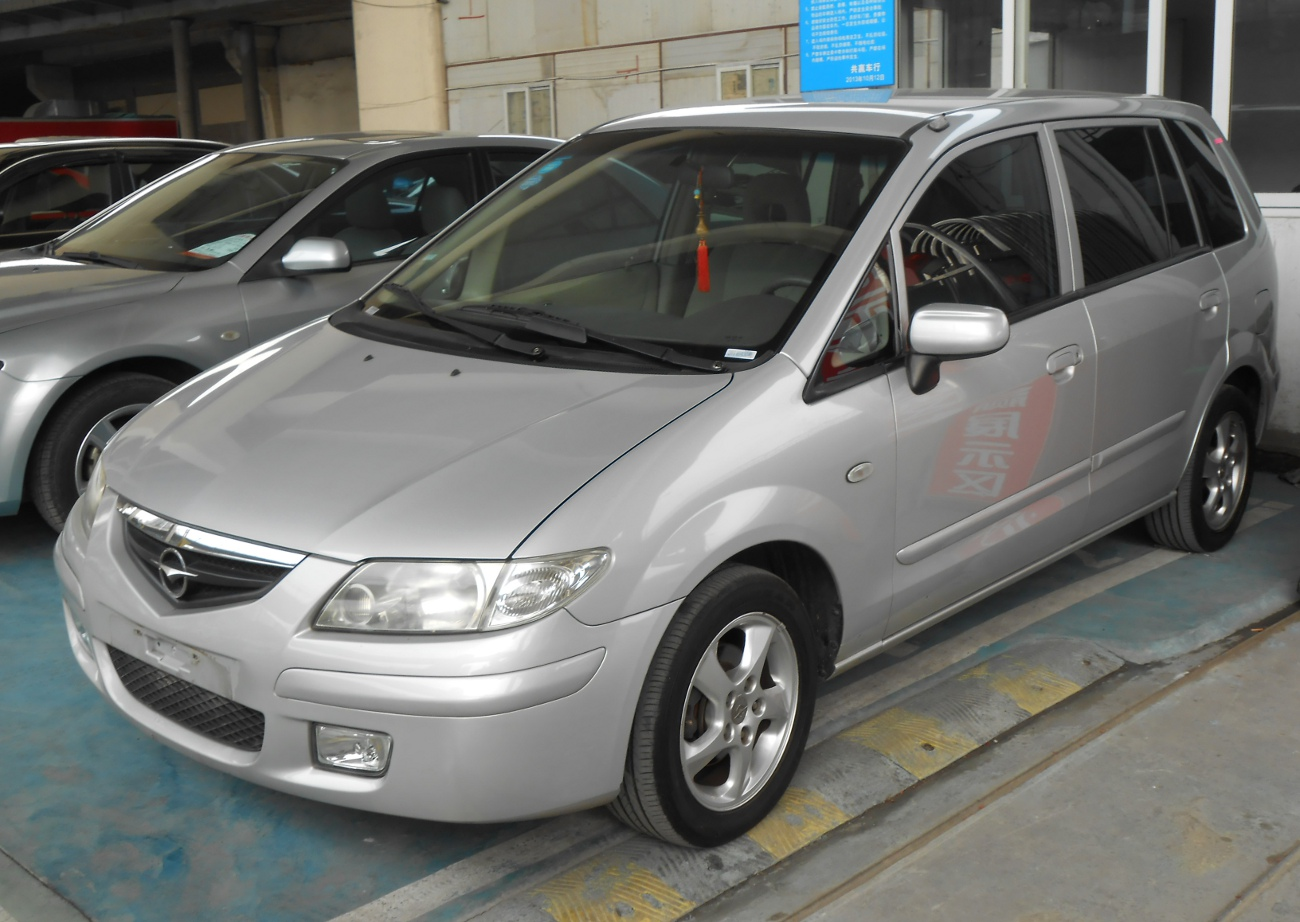
Вид спереди

Первое поколение Haima Freema является обновлённой версией первого поколения Mazda Premacy. Автомобиль оснащён 1,8-литровым двигателем мощностью 122 л. с. с приводом на передние колёса, который сочетался в паре с пятиступенчатой механической трансмиссией.

## Второе поколение (2011—2014)
Второе поколение Haima Freema дебютировало в 2011 году. Цены стали варьироваться от 83800 до 109800 юаней. Автомобиль оснащался двигателями объёмом 1,6—1,8 л, мощностью 120—122 л. с. Двигатели сочетались в паре с пятиступенчатой механической трансмиссией или же с вариатором.
В отличие от Mazda Premacy и Haima Freema первого поколения, второе поколение получило увеличенную колёсную базу. В 2014 году автомобиль прошёл фейслифтинг: изменения коснулись бамперов и радиаторной решётки.
По дизайну автомобиль напоминает Toyota Camry/Aurion (XV40).

### Галерея

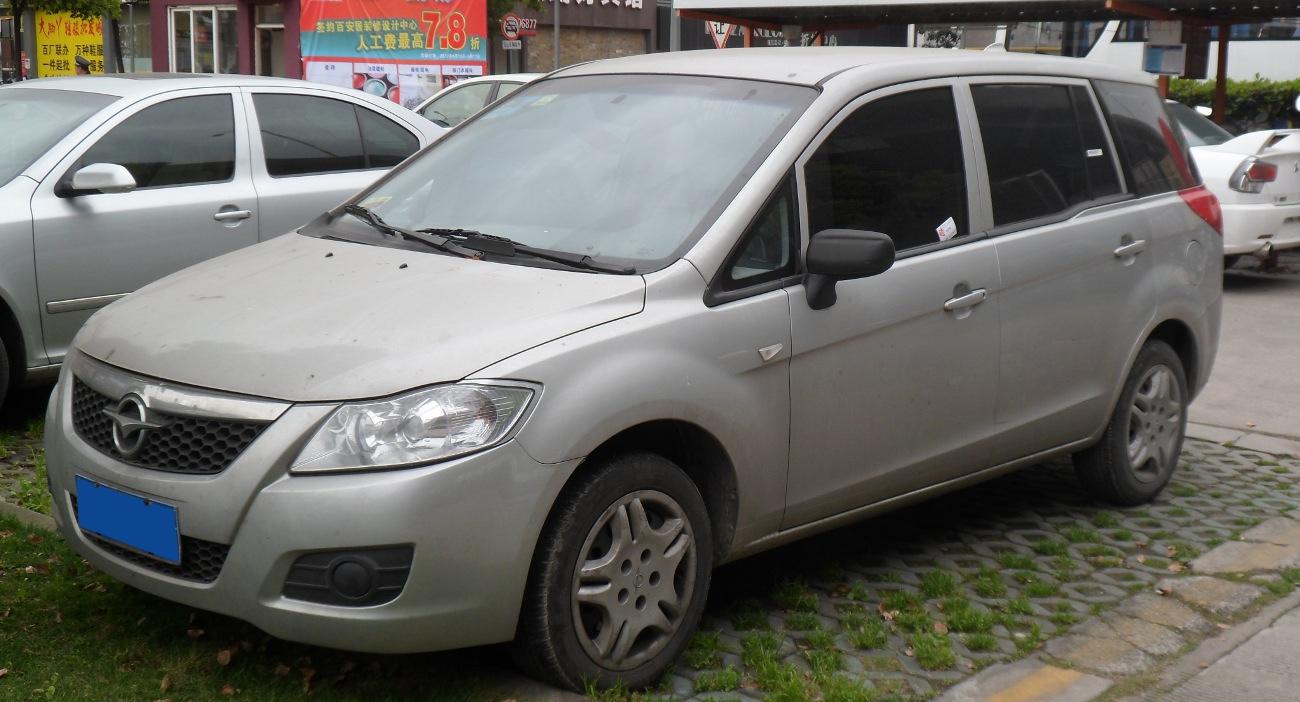
Вид спереди
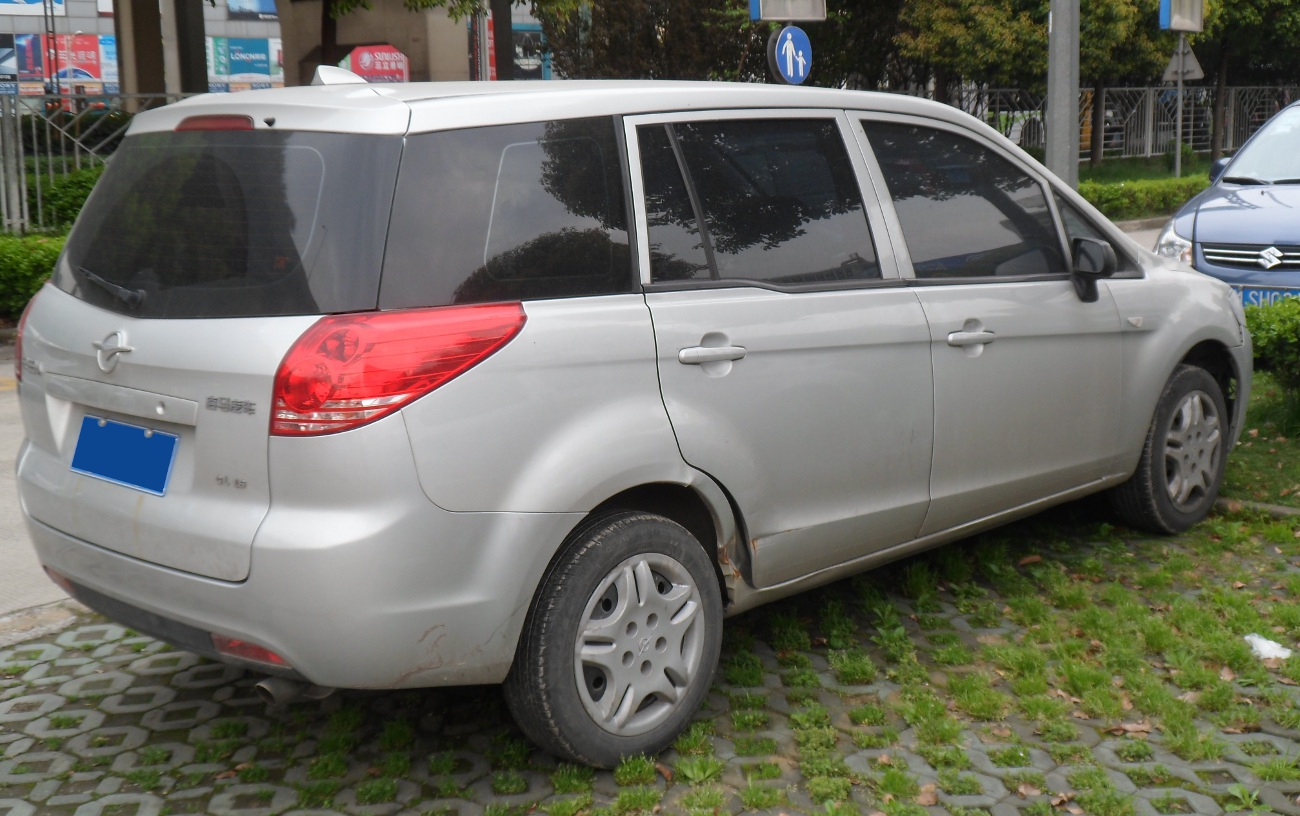
Вид сзади
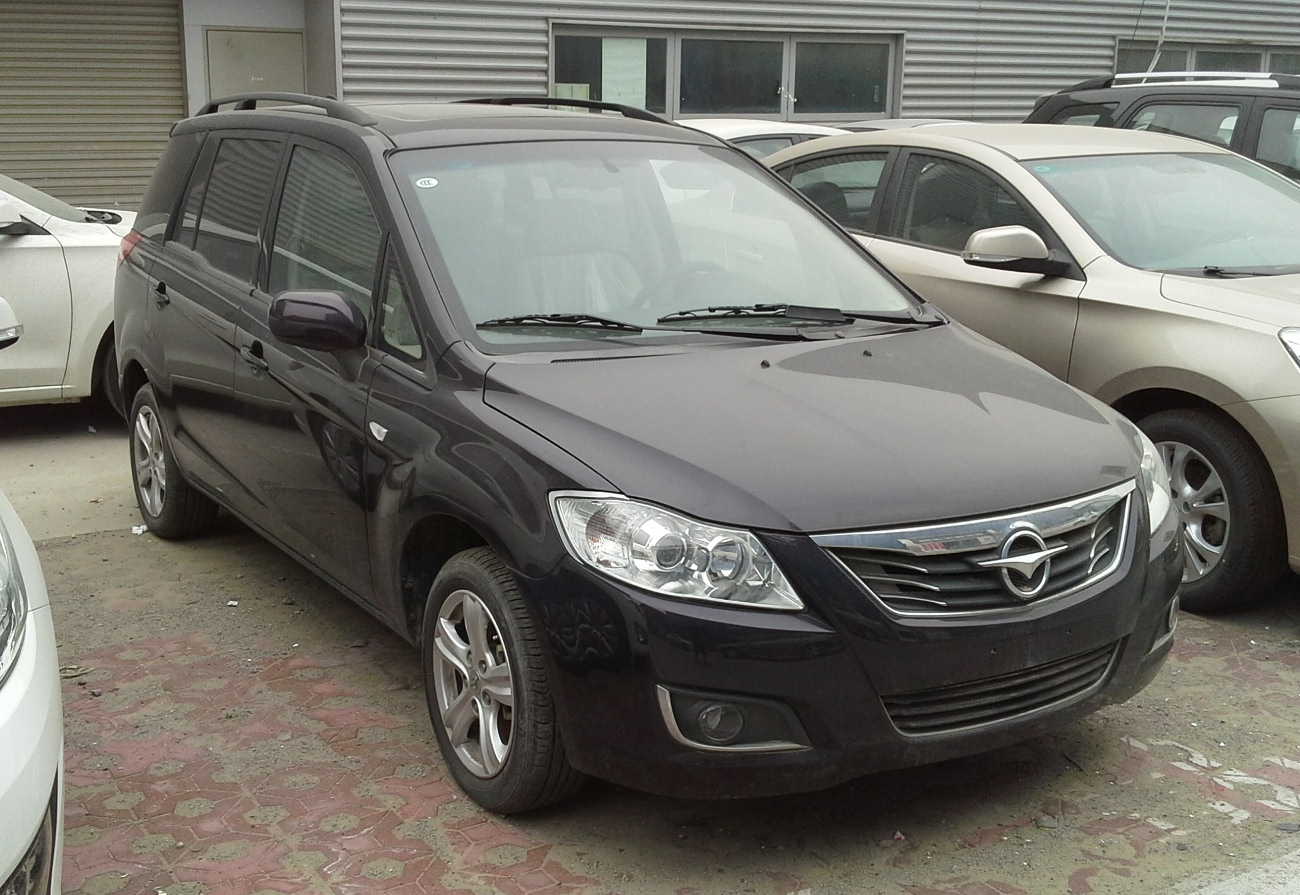
Первоначальный вид
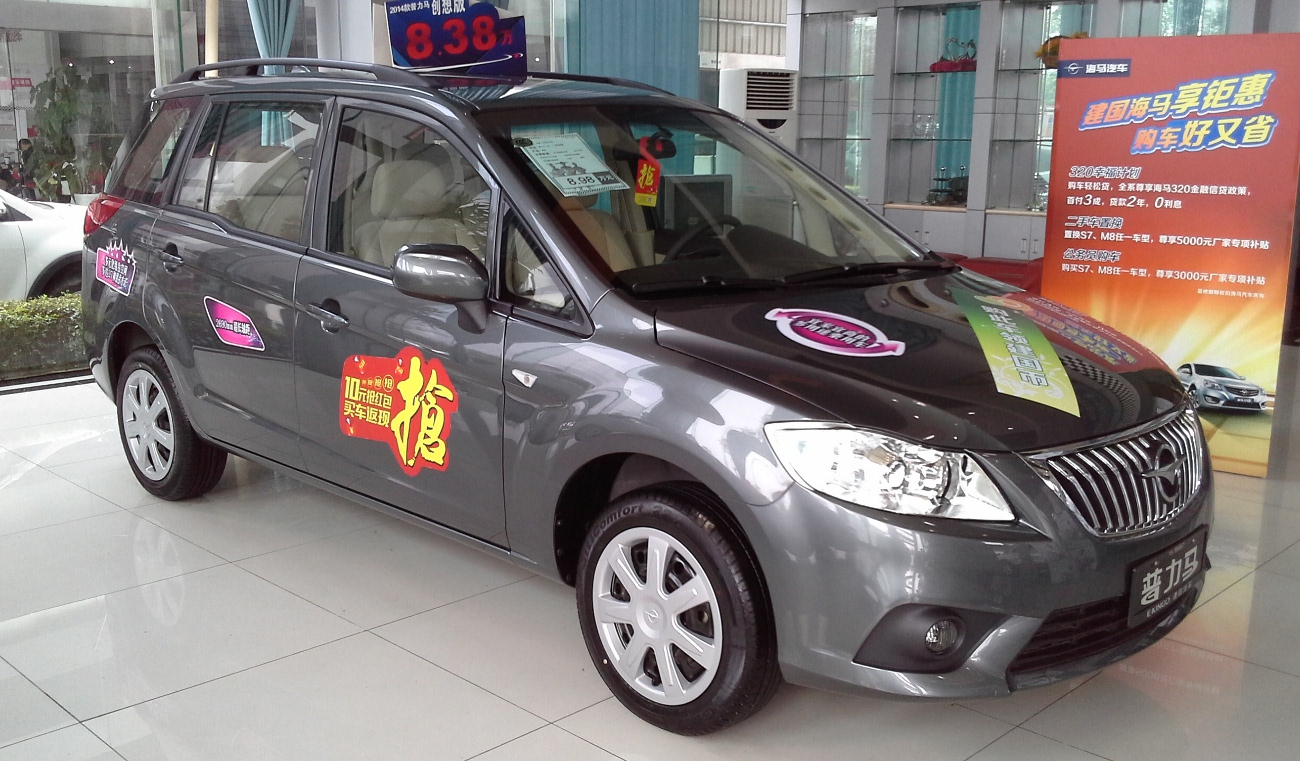
Фейслифтинг

## Haima Freema EV (2011—2016)
Haima Freema EV является электромобилем на базе Haima Freema. Он был запущен в производство в 2011 году на базе первого поколения Freema, а производство Freema EV на базе Freema второго поколения продолжалось даже после прекращения выпуска версии с двигателем внутреннего сгорания.